# Associazione Sportiva L'Aquila 1942-1943
Questa voce raccoglie le informazioni riguardanti l'Associazione Sportiva L'Aquila nelle competizioni ufficiali della stagione 1942-1943.

## Stagione
Per l'Associazione Sportiva L'Aquila, la stagione 1942-1943 è la 6ª in Serie C e l'8ª complessiva nel terzo livello del campionato italiano di calcio. L'Aquila si classifica penultima venendo inizialmente retrocessa in Prima Divisione ed in seguito ripescata; in ogni caso, con l'interruzione dei campionati per cause belliche, la società cessa le attività sportive al termine della stagione e l'anno seguente si costituisce L'Aquila Sportiva 1944.

## Rosa
| N. |                   | Ruolo | Calciatore          |
| -- | ----------------- | ----- | ------------------- |
|    | Italia (bandiera) | C     | Italo Acconcia      |
|    | Italia (bandiera) |       | Biagi               |
|    | Italia (bandiera) | D     | Pio Angelo Brindisi |
|    | Italia (bandiera) |       | Ciacci              |
|    | Italia (bandiera) |       | Claudio Mancini     |
|    | Italia (bandiera) |       | Mascaretti          |
|    | Italia (bandiera) |       | Masci               |
|    | Italia (bandiera) |       | Pastorelli (II)     |

| N. |                   | Ruolo | Calciatore       |
| -- | ----------------- | ----- | ---------------- |
|    | Italia (bandiera) |       | Giovanni Pozzi   |
|    | Italia (bandiera) |       | Dante Prosperini |
|    | Italia (bandiera) |       | Rinaldi          |
|    | Italia (bandiera) | D     | Luigi Rossini    |
|    | Italia (bandiera) |       | Italo Sion       |
|    | Italia (bandiera) |       | Tirone           |
|    | Italia (bandiera) |       | Ulich            |
|    | Italia (bandiera) |       | Vincenti         |

## Statistiche

### Statistiche di squadra
| Competizione | Punti | In casa | In casa | In casa | In casa | In casa | In casa | In trasferta | In trasferta | In trasferta | In trasferta | In trasferta | In trasferta | Totale | Totale | Totale | Totale | Totale | Totale | DR  |
| Competizione | Punti | G       | V       | N       | P       | Gf      | Gs      | G            | V            | N            | P            | Gf           | Gs           | G      | V      | N      | P      | Gf     | Gs     | DR  |
| ------------ | ----- | ------- | ------- | ------- | ------- | ------- | ------- | ------------ | ------------ | ------------ | ------------ | ------------ | ------------ | ------ | ------ | ------ | ------ | ------ | ------ | --- |
| Serie C      | 16    | 12      | 5       | 4       | 3       | 23      | 19      | 12           | 0            | 3            | 9            | 9            | 38           | 24     | 5      | 7      | 12     | 32     | 57     | -25 |
| Totale       | -     | 12      | 5       | 4       | 3       | 23      | 19      | 12           | 0            | 3            | 9            | 9            | 38           | 24     | 5      | 7      | 12     | 32     | 57     | -25 |